# Фред Агабашиян
Фредерик „Фред“ Агабашиян (на английски: Frederick „Fred“ Agabashian) е американски автомобилен състезател. Роден е на 21 август 1913 г. в Модесто, Калифорния, САЩ и починал на 13 октомври 1989 г. в Аламо, Калифорния, САЩ. Състезавал се 8 пъти на Инди 500, тогава част от календара на Формула 1.
Състезава се предимно с мини състезателни автомобили тип „джудже“.
Член е на залата на славата на пилотите на спортни автомобили – „джуджета“.
След приключване на състезателната си кариера става спортен коментатор, един от най-колоритните в гилдията.